# José Torrealba
José Antonio Torrealba Acevedo (* 13. Juni 1980 in Acarigua) ist ein ehemaliger venezolanischer Fußballspieler.
Der Mittelstürmer ist 1,74 m groß. Seine Karriere begann im Jahr 1999 in der ersten venezolanischen Liga. Anfang 2005 kam er zu UA Maracaibo, wo er mit seiner Mannschaft die Meisterschaft 2005 gewinnen konnte. Danach spielte er bis Juli 2007 bei Mamelodi Sundowns FC in Südafrika. Hier gehörte er erneut zu den Stammkräften im Team und beendete die Spielzeiten 2005/06 sowie 2006/07 abermals mit dem Gewinn der Meisterschaft. In der Saison 2007/08 kam er kaum noch zum Einsatz und kehrte Anfang 2008 nach Kolumbien zurück, wo er sich Deportivo Táchira FC anschloss. Am Ende der Saison 2007/08 konnte er seine vierte Meisterschaft in Folge feiern. Mitte 2008 wechselte er zum südafrikanischen Klub Kaizer Chiefs Johannesburg. War er dort anfangs noch Stammspieler, kam er ab 2009 seltener zum Zuge und meist als Einwechselspieler zum Einsatz. Anfang 2011 schloss er sich den Mineros de Guayana in seinem Heimatland an. Anfang 2012 nahm ihn der abstiegsbedrohte Ligakonkurrent Carabobo FC unter Vertrag, er konnte dort mit seinem Team den Abstieg nicht mehr verhindern. Mitte 2012 verpflichtete ihn der amtierende Meister Deportivo Lara. Nach zwei durchwachsenen Jahren wechselte er Mitte 2014 zum Metropolitanos FC. Ein Jahr später schloss er sich dem Trujillanos FC an. Dort spielte er nur noch selten. Anfang 2017 entschloss er sich zu einem Wechsel in die zweite venezolanische Liga, wo er bei Llaneros de Guanare. Dort beendete er im Jahr 2018 seine Karriere.
Torrealba spielte zwischen 2002 und 2008 insgesamt 15 Mal in der Nationalmannschaft von Venezuela, in denen er drei Tore erzielte.